# Потайните градини
„Потайните градини“ (на немски: Die verborgenen Gärten) е роман от швейцарския писател Мартин Р. Дин (р. 1955), публикуван през 1982 г.
В съвременната швейцарска проза може би най-ярко се проявява тенденцията към разрушаване на идиличните представи за света. Оттук едва стремежът към максимална достоверност на художественото послание. А тя се постига чрез използването на най-широк спектър от литературни похвати. Така традиционното реалистично повествование често съжителства с алегоричното и иносказателно пресъздаване на явленията от социалната действителност; иронията и гротеската, отчуждаващи ефекти – в Брехтов смисъл, митологични и фантастични елементи – всичко това предлага на днешния швейцарски белетрист нови възможности за въздействие върху читателя. Защото – по думите на Макс Фриш – ако литературата не е в състояние да промени света, тя може да промени нашето отношение към него.
През последните десетилетия наред с имената на Валтер Матиас Дигелман, Паул Ницон или Кристоф Гайзер тук се появи едно ново, непознато дотогава име. Тогава двадесет и седем годишният студент по философия в Базелския университет Мартин Р. Дин публикува в авторитетното издателство „Карл Ханзер“ първата си книга – романа „Потайните градини“. Книгата веднага привлича вниманието и авторът ѝ получава наградата на кантона Люцерн и литературната награда на град Раурис, Австрия. А голямата стипендия на кантона Ааргау му позволява да напише втората си книга – „Жената с перата“ (1984). Тя носи подзаглавие „Пет вариации върху любовта“.
Странният милионер
„Потайните градини“ има за сюжет една колкото възможна, толкова и необикновена история. Един двадесет и три годишен безработен младеж се запознава с малко странен милионер. Той е филантроп и мизантроп едновременно, любител на изобразителните изкуства, литературата и музиката. Неговото хоби е да колекционира изключителни биографии и автентични изповеди. Затова той предоставя на младежа почти безстопанствената си вила в Прованс за срок от една година при безобидното на пръв поглед условие той да записва своите мисли и преживявания в състояние на пълна изолация.

Вилата, разбира се, е разкошна, заобиколена от безкрайна и труднопроходима градина. И сред тази обстановка започва новото всекидневие на Мануел Корнел – така се нарича героят на Мартин Р. Дин. Той се лута в градината и в мислите си, води нещо като дневник – полуреален и полуизмислен – и изпълнява малкото си задължение непрекъснато да сверява един с друг трите часовника в огромната за нуждите му сграда. От време навреме се появява милионерът и двамата водят комично-абсурдни разговори за живота, за изтичащото време, но най-вече за апокрифните разкази на Хорхе Луис Борхес.
Романът е пронизан от идеите на аржентинския писател. Така собственикът на вилата разсъждава: „При Борхес действителността е събитие само във времето, всъщност само в настоящето... Както при него няма престъпление и наказание, така радикално и съвсем съзнателно той се отказва и от всяка психология. При него етиката е загубила битката срещу естетиката.“
Животът: тук и сега
Именно тази категоричност в оценката на Борхес дава ключ към идейната същност на „Потайните градини“. Защото романът на Дин анализира възможността да се съществува извън времето, само с настоящето. Милионерът е поставил като условие Мануел да записва само действителни събития – той не се интересува от миналото и бъдещето на жертвата си. Защото, оказва се, чрез своите условия собственикът на вилата упражнява неограничена власт над младежа. Градината с нейните стотици пътеки, с нейните безшумно осеменяващи се растения, чието екзотично ухание прониква в доброволния заточеник, замайва го и го приспива – тази градина е съвършен инструмент на насилието.
И тук се разкрива митологичният пласт на романа. В основата му е заложена легендата за Тезей, който по нишката на Ариадна прониква в Критския лабиринт и убива Минотавъра – чудовището получовек-полубик, което се храни с човешко месо. Само че милионерът на Дин се храни с човешки души, след като при една злополука е загубил паметта си.
Лабиринтът
Така романът се превръща в притча за копнежа по изгубения рай, по изгубеното единение с природата и със самия себе си. Потайните градини са нашите объркани, заплетени и непроходими модерни съзнания. И назовавайки точно и прецизно предмети, състояния, пориви – с клиничната яснота на френския „нов роман“ – Мартин Р. Дин прехвърля мост между същността и видимостта на психическите ни движения.
Общото между „Потайните градини“ и „Жената с перата“ е идеята за лабиринта. И тук героите на Дин преживяват премеждия не толкова в действителността, колкото в подмолите на душите си. Това е книга за силата на въображението, което придава на измислицата по-голяма власт от реалното събитие. И тук се навлиза в някакви необозрими „градини на удоволствията“, където дебнат заплахите на внезапното щастие или благодатта на внезапното избавящо разочарование. И тук Мартин Р. Дин се разкрива като блестящ разказвач, който съумява със загадки, словесни фойерверки и заклинателни жестове да изрази неизразимото в човешката съдба.
С две думи: Мартин Р. Дин е писател, който се наслаждава на способността си да пише и да създава нова действителност – по-осезаема от реалната. А това е голямата наслада и на читателя...